# Arsène Lupin III
Arsène Lupin III (Japans: ルパン三世, Romaji: Rupan Sansei) is een personage bedacht door Monkey Punch als de hoofdpersoon van zijn mangaserie Lupin III. Volgens de bedenker is Lupin de kleinzoon van gentleman-dief Arsène Lupin.

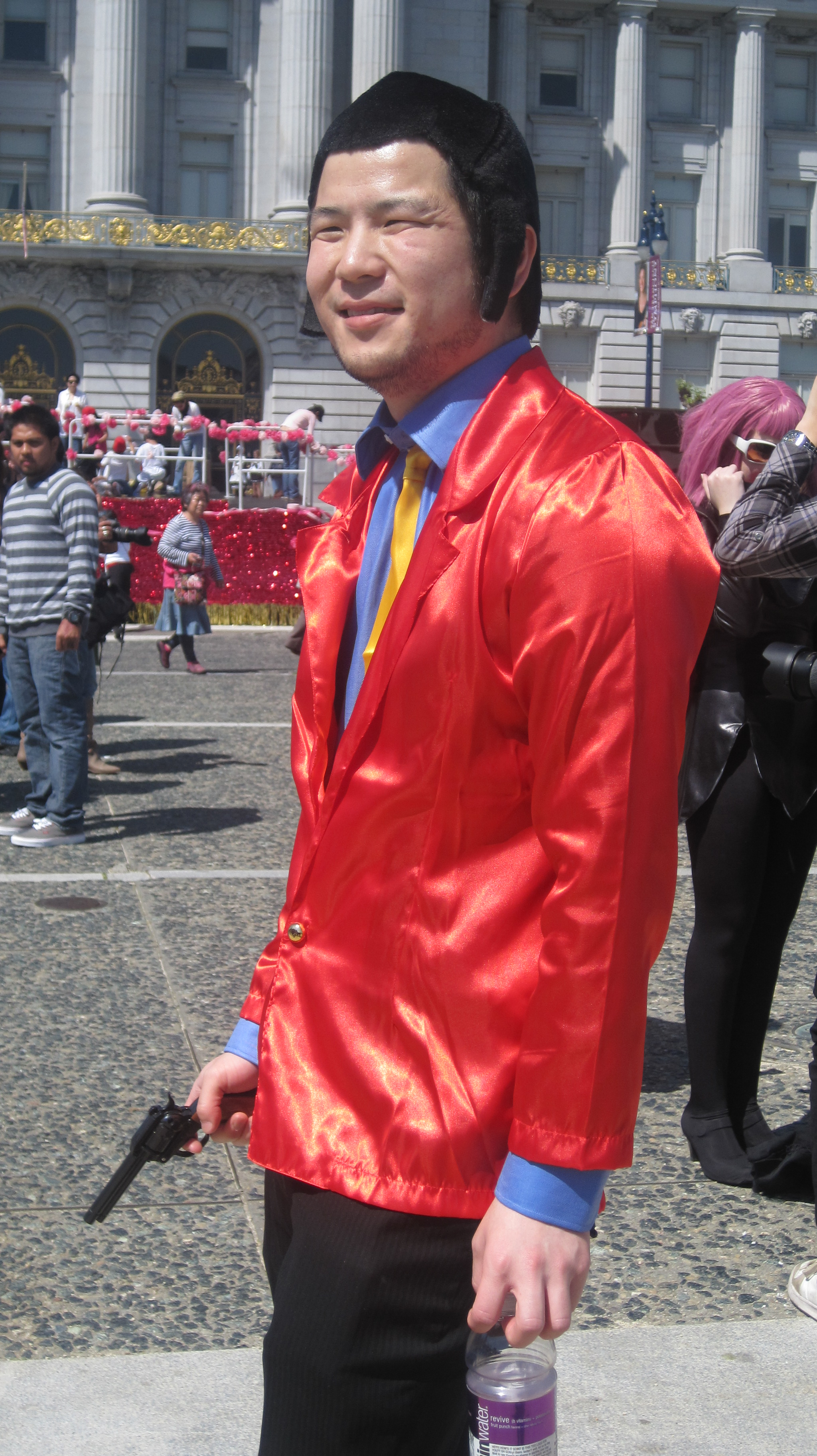
Een Lupin III cosplayer.

De serie kende 23 afleveringen en werd in 1971 voor het eerst op de televisie uitgezonden.